# François-Noël Babeuf
François Noël Babeuf, conegut amb el nom de Gracchus Babeuf (23 de novembre de 1760 a Saint-Quentin (Picardia) - París el 8 de pradial de l'any V, ço és, 27 de maig de 1797), fou un revolucionari francès.
Va fomentar contra el Directori la Conjura dels Iguals i, per aquesta raó, fou executat. La seva doctrina igualitària és precursora del comunisme i l'anarquisme.

## Primers anys
El seu pare, Claude Babeuf, havia desertat de l'exèrcit francès l'any 1738 per a ingressar a l'exèrcit de Maria Teresa I d'Àustria. Amnistiat l'any 1755, va retornar a França, però visqué en la pobresa, havent de fer petits serveis per a garantir el manteniment de la seva família.
Les dificultats que Babeuf va sofrir durant els seus primers anys de vida contribuïren, sens dubte, en el desenvolupament de les seves opinions polítiques. Des de l'edat de 12 anys, va treballar com a terrelloner al canal de Picardia. Als 17 anys, va començar a treballar d'aprenent d'un notari feudalista. L'any 1781, a l'edat de 21 anys, va començar a exercir per compte propi a Roye. Aquest ofici implicava valorar drets feudals de senyors de la noblesa per tal de determinar les fonts d'ingressos addicionals de què gaudien. Així aprengué a conèixer les brutes pràctiques quotidianes de la "reacció feudal" característiques dels anys posteriors a 1789.
Inspirat per la lectura de Rousseau, i constatant les condicions de vida molt dures de la immensa majoria de la població, va desenvolupar teories a favor de la igualtat i de la col·lectivització de les terres. L'any 1788, comença l'escriptura del Cadastre perpétuel ('Cadastre perpetu'), que serà editat en 1789.

## Els inicis de la Revolució
Al març de 1789, Babeuf participa en la redacció del cahier de doléances dels habitants de Roye. A l'inici de la Revolució Francesa, es dedica al periodisme. És corresponsal del Courrier de l'Europe (editat a Londres) a partir de setembre del 1789.
Es revolta contra els impostos indirectes, organitza peticions i reunions. En conseqüència, és arrestat el 19 de maig de 1790 i empresonat. És alliberat al juliol, gràcies a la pressió del revolucionari Jean-Paul Marat. Al mateix període, trenca amb el catolicisme (l'any 1793 escriurà: «El cristianisme i la llibertat són incompatibles»).
Crea el seu propi diari a l'octubre de 1790, Le Correspondant Picard, en el qual s'oposa al sufragi censitari establert per a les eleccions de 1791. El diari és clausurat alguns mesos més tard, però Babeuf continua la mobilització al costat dels pagesos i dels obrers picards. Al febrer de 1793 és obligat a abandonar París.

## La república muntanyenca
Arribat a París, Babeuf pren partit pels jacobins contra els girondins. Ingressa al maig de 1793 a la Comissió de Subsistències de París. Dona suport a les reivindicacions dels sans-culottes.
Poc després és empresonat del 14 de novembre de 1793 al (24 de brumari de l'any II) al 18 de juliol de 1794 (31 de messidor de l'any II). Deu dies després del seu alliberament, esdevé el cop d'Estat contra Robespierre i els muntanyencs, el 9 de termidor (27 de juliol de 1794). Babeuf critica l'acció dels muntanyencs quant al Terror, dient: «Reprovo aquest punt en concret de llur sistema», però inscriu la seva acció dins llur continuïtat, tot volent passar de la igualtat «de paraula» a la igualtat de fet (la «perfecta igualtat» per la qual ell milita).

## La reacció termidoriana
A partir del 3 de setembre de 1794, Babeuf publica al Journal de la Liberté de la Presse ('Diari de la Llibertat de Premsa'), el qual esdevindrà el 5 d'octubre (14 de vendemiari de l'any III) Le Tribun du peuple. Aquest diari aconsegueix una gran audiència. Durant el mateix període, s'adhereix al Club electoral, club de discussió dels sans-culottes. El 3 de novembre, demana que les dones puguin ser admeses dins els clubs.
Abandonant el nom Camille, que havia adoptat l'any 1792, es fa dir llavors Gracchus, en homenatge als Gracus, iniciadors d'una reforma agrària a l'antiga Roma. Babeuf defensa la necessitat d'una «insurrecció pacífica». És novament empresonat el 19 pluviós (7 de febrer de 1795).
De fet, força revolucionaris són aleshores a la presó, la qual cosa permet a Babeuf relacionar-se amb demòcrates com Augustin Darthé o Filippo Buonarroti.

## La Conjura dels Iguals
Alliberat el 18 d'octubre de 1795 (26 de vendemiari de l'any IV), reprèn ràpidament la publicació del Tribun du peuple.
El govern porta endavant una política de repressió cada cop més forta amb el tancament del Club du Panthéon, on són presents força amics i partidaris de Babeuf, i l'intent d'arrestar Babeuf al gener de 1796. Tanmateix, aconsegueix fugir i restar en la clandestinitat.
Aquesta impossibilitat d'actuar en la legalitat el porta a la creació de la Conjura dels Iguals dirigida per Babeuf, Darthé, Philippe Buonarroti, Sylvain Maréchal, Félix Lepeletier (germà de l'antic diputat Louis-Michel Lepeletier de Saint-Fargeau), Antoine Antonelle. La xarxa dels "Iguals" recobreix tots els districtes de París i de força viles de província. Al front, un "Directori secret de salut pública", dirigit per Babeuf, coordina la lluita.
L'objectiu és continuar la revolució, i culminar amb la col·lectivització de les terres i dels mitjans de producció, per tal d'aconseguir «la perfecta igualtat» i «el benestar comú».
El govern, assabentat de les activitats de Babeuf, no pren cap mesura per a anul·lar-les immediatament. La massa d'obrers, fins i tot els més radicals, comencen a allunyar-se de Babeuf degut a la virulència dels seus atacs i la policia comprova que Babeuf estava provocant força conversions —a favor del govern. El club jacobí de Faubourg Saint-Antoine es negà a acceptar l'afiliació de Babeuf i Lebois. Tanmateix, amb l'empitjorament de la crisi econòmica, la seva influència va augmentar de nou. després que el Club del Panteó fos clausurat pel mateix Napoleó Bonaparte al febrer de 1797, la seva agressivitat es redoblà. Va començar a publicar sota el pseudònim de «Lalande, soldat de la patrie», un nou diari, l'Eclaireur du peuple ('L'il·luminador del poble'), que anà passant de mà en mà d'amagat pels carrers de París.
Al mateix temps el número 40 de Tribun du peuple provoca sensació. Babeuf hi diu que els autors de les «massacres de setembre» «serviran bé al seu país» i declarava que caldria una altra massacre per a anihilar el govern actual. L'11 d'abril, París es va llevar coberta de cartells amb el títol Analyse de la doctrine de Baboeuf (sic), tribun du peuple, ('Anàlisi de la doctrina de Babeuf, tribuna del poble') la frase inicial del qual deia: «La natura ha donat a tots els homes el dret de gaudir o d'un mateix espai en totes les propietats» i acabava tot proclamant la restauració de la constitució de 1793.
Una cançó de Babeuf, «Mourant de faim, mourant de froid» ('Morint de fam, morint de fred'), va començar a ser cantada als cafès i, fins i tot, entre els militars se senten rumors d'insurrecció. És llavors que el govern es decideix a actuar.
Mercès a les informacions d'un infiltrat, Georges Grisel, la policia arresta Babeuf, Buonarroti, Darthé i els principals dirigents dels Iguals el 10 de maig de 1796 (19 de floreal de l'any IV). Un intent popular d'alliberar-los fracassa el 29 de juny (11 de messidor). Un segon intent torna a fracassar. Per a evitar que el poble els alliberés, els Iguals són enviats a Vendôme (Loir-et-Cher).
Es constituí un alt tribunal i s'obrí el procés a Vendôme el 20 de febrer de 1797 en presència de dos ministres. El 16 d'abril, Lazare Carnot havia fet votar una llei que castigava amb pena de mort l'apologia de la Constitució de 1793 i les crides a la dissolució del Directori francès. Babeuf, a qui hom retreu la iniciativa del complot, i Darthé, que es nega totalment a parlar i a qui hom retreu la redacció de l'ordre d'execució dels directors, són condemnats a mort. Babeuf i Darthé intenten suïcidar-se però són guillotinats el 8 de pradial de l'any V (27 de maig de 1797). Buonarroti, Germain i cinc acusats més són deportats. Cinquanta-sis altres acusats, entre els quals Jean-Baptiste-André Amar, són absolts.

## La posteritat de Babeuf
- Alguns estudiosos parlen d'un corrent polític que seria propi de Babeuf, el «babeufisme», al qual s'adheriria Auguste Blanqui, reivindicant l'igualitarisme i esbossant un presocialisme utòpic.

- Karl Marx[2] i Friedrich Engels han reconegut en la figura de Babeuf un precursor del comunisme, i en la Conjura dels Iguals «el primer partit comunista». Babeuf és sovint considerat el primer veritable militant comunista.

- Segons Rosa Luxemburg, Babeuf és «el primer precursor de les revoltes revolucionàries del proletariat».